# ヨボキ
- ヨブーキ

ヨボキ（アラビア語: يوبوكي） は、ジブチのディキル州西部に位置する町である。首都ジブチの西約179km (111マイル)、州都ディキルの北西約59km (37マイル) に位置している。人口は3,147人（2024年国勢調査）。
2021年2月13日に武装集団による騒動が発生した。